# 宮崎恵子
宮崎 恵子（みやざき けいこ）は、日本の女性声優、講師。

## 職歴・経歴
- 日本で1組の掛合い講演実践者。経営コンサルタントとして活動していた小倉博行と、声優として活動していた宮崎恵子が経歴を生かし、掛け合い講演方式を実施。
- また、コミュニケーションの視点でサービスを分析する独自の教育方法（OM方式）を開発。

- 1989年、2人で共同で「コミュニケーションセミナープロジェクト」を設立
- 1990年、飲食店・ホテル・高速道路の料金所・サービスエリア、ショッピングセンター・介護施設などサービス業での講演・セミナー活動
- また、各企業・各種団体・銀行・出版社主催の講演・セミナーおよび指導活動、執筆活動を開始し、現在に至る。
- 1995年、コミュニケーション理論を応用した理解しやすい独自の教育方法（OM方式）を確立。
- 2001年、無料のメールマガジン「接客バンザイ」を月2回発信開始。

## 出演作品

### テレビアニメ
- お母さんのやさしい手（おばあちゃん）

1977年
- 超合体魔術ロボ ギンガイザー（子供C、子供達、母、アナウンサー）

1978年
- 科学忍者隊ガッチャマンII（看護婦）
- 野球狂の詩（子供(A)）

1979年
- 銀河鉄道999（1979年 - 1981年、母親、マザコン）
- ゼンダマン（プラテスの母）

1980年
- 宇宙戦艦ヤマトIII（土門の母）
- タイムパトロール隊オタスケマン（おかみさん）
- 魔法少女ララベル（おばあちゃん[1]）
- ニルスのふしぎな旅（娘達、花々）
- 燃えろアーサー 白馬の王子（女房）
- がんばれ元気（照子）

1981年
- タイガーマスク二世（子供、玉子）
- Dr.スランプ アラレちゃん（カエル）
- 若草の四姉妹（エスター）

1982年
- 愛の奇蹟 ドクターノーマン物語
- あさりちゃん（老婆）
- Theかぼちゃワイン（中年女A、うめ）
- 吾輩は猫である（婦人）

1983年
- 愛してナイト（お梅）
- 銀河疾風サスライガー（おばさんB）
- パーマン（同級生A、ヒロ子、先生の母）

### 吹き替え
海外ドラマ
- 特捜班CI-5
- ラブ・ボート

外国映画
- アバランチエクスプレス（スピーカー〈女〉）
- ジェット・ローラー・コースター
- シェナンドー河
- ハウリング
- 評決（サリー〈ロクサーヌ・ハート〉）
- マッドマックス

### 著書
- 「なるほどと納得のいく飲食業の接客ポイント100」（柴田書店刊）
- 「リピート客を倍増させる飲食店接客法」（柴田書店刊）
- 「接客業スタッフ指導のコツ75」（柴田書店刊）
- 「飲食業クレーム対応のコツ100」（柴田書店刊）
- 「パートアルバイトの接客応対教材ファイル」（アーバンプロデュース）
- 「バリアフリー時代の接客術」（NMR）
- 「会社を守るためのクレーム対応マニュアル」（NMR）